# Lorenzo Parra
Lorenzo Parra (ur. 19 sierpnia 1978 w Machiques) – wenezuelski bokser, były zawodowy mistrz świata wagi muszej (do 112 funtów) organizacji WBA.
Karierę zawodową rozpoczął 13 marca 1999. Do lipca 2003 stoczył  22 walki, wszystkie wygrywając. W tym okresie zdobył lokalne tytuły WBA Fedebol w junior muszej i WBA Fedelatin w muszej.
6 grudnia 2003 w Bayamon (Portoryko) otrzymał szansę walki o tytuł mistrza świata WBA w wadze muszej. Zwyciężył jednogłośnie na punkty Portorykańczyka Erica Morela mając przeciwnika na deskach w trzeciej rundzie i został nowym mistrzem.
W pierwszej obronie tytułu 4 czerwca 2004 pokonał niejednogłośnie na punkty Takefumi Sakatę (Japonia). W kolejnej walce, 9 września, zwyciężył jednogłośnie na punkty byłego mistrza świata WBC w wadze junior muszej, Koreańczyka Yo-Sam Choia.
W roku 2005 bronił tytułu trzykrotnie. 3 stycznia jednogłośnie zwyciężył Trasha Nakanumę (Japonia), 19 września po bardzo wyrównanej walce ponownie niejednogłośnie na punkty  pokonał Takefumi Sakatę a 5 grudnia wypunktował jednogłośnie Francuza Brahima Aslouma przyszłego mistrza WBA w wadze junior muszej.
Po ponad rocznej przerwie, 19 marca 2007 w Tokio, doszło do trzeciego pojedynku z Takefumi Sakatą. Parra nie był w stanie dotrzymać limitu kategorii muszej i został w przeddzień walki pozbawiony tytułu. Pojedynek przez techniczny nokaut w trzeciej rundzie rozstrzygnął na swoją korzyść Sakata i został nowym mistrzem świata. Była to pierwsza porażka Parry w karierze.
Po przejściu do wyższych kategorii próbował odzyskać tytuł mistrza świata. Próby te kończyły się niepowodzeniem: 7 czerwca 2008 przegrał z Celestino Caballero (Panama) o tytuł mistrza WBA w wadze junior piórkowej, 18 września 2010 zremisował z Meksykaninem Jorge Arce w walce eliminacyjnej do tytułu mistrza WBO w kategorii junior piórkowej a 17 czerwca 2011 przegrał przez techniczny nokaut w ósmej rundzie z Anselmo Moreno (Panama) o tytuł WBA Super w wadze koguciej.  